# 张正光
张正光（1916年—2004年），中国人民解放军将领、中国人民解放军开国少将。
曾任中国人民解放军北京军区政治部组织部部长。1955年，授予中国人民解放军少将。